# میشل مرکین
میشل مرکین (به انگلیسی: Michele Merkin) (تولد ۲۵ ژوئن ۱۹۷۵) یک مانکن سابق آمریکایی و مجری تلویزیونی است.

## اوایل زندگی
مرکین در سانفرانسیسکو در ایالت کالیفرنیا به دنیا آمد. مادر او سوئدی و پدرش روسی یهودی می‌باشد. او به مدرسه شبانه روزی فرستاده شد. مادر او یک مدل مشهور بود. در سن ۱۴ سالگی قد او ۱۸۰ سانتیمتر بود این قد بلند به او در بازی بسکتبال کمک می‌کرد ولی همین موضوع باعث ایجاد برخی بد رفتاری‌ها با او در مدرسه به خاطر حسادت شد لقب‌های او در مدرسه زرافه و منوت بال (نام یک بسکتبالیست سودانی) بود.

## مدل
مرکین در سن ۱۵ سالگی درحالی که مشغول به تحصیل در دوره دبیرستان بود کار خود به عنوان مدل را آغاز کرد.او وارد دانشگاه یو سی ال ای شد و قصد تحصیل در رشته پزشکی ( جراحی پلاستیک ) را داشت ولی پس از یک ترم، ترک تحصیل کرد وبه‌طور حرفه‌ای مشغول به کار به عنوان مدل شد. او در مجلات مختلفی به عنوان مدل ظاهر شده‌است و در تبلیغات مختلفی از جمله بازی ویدئویی تاریکی کامل محصول شرکت نیتیندو شرکت کرده‌است.مرکین در سال ۲۰۰۶ رتبه ۷۴ در فهرست ۱۰۰ زن جذاب جهان مجله ماکسیم را به دست آورد. او در سال ۲۰۰۷ در رتبه ۵۶ این فهرست قرار گرفت.

## مجری
مرکین به صورت مشترک به همراه رز مورالی برنامه تلویزیونی (Foody Call) را اجرا می‌کند که پخش آن از ژوئن ۲۰۰۵ در شبکه تلویزیونی استایل Style Network آغاز شد.این برنامه پخش زنده تلویزیونی ترکیبی از عشق و آشپزی می‌باشد که در آن به مردان آموزش می‌دادند که چگونه با پخت غذای مناسب زنان را به طرف خود جذب کنند. این برنامه رتبه دوم را در این شبکه تلویزیونی از لحاظ تعداد بیننده دارد. در سال ۲۰۰۶ زمانی که پخش این برنامه متوقف شد مرکین ضمن قابل قبول دانستن لغو این برنامه گفت:من می دانم که بیشتر دختران واقعاً اهل خورد وخوراک نیستند و احساسات قلبی آن‌ها ارتباطی با معده آنان ندارد. در سال ۲۰۰۷ او در یک برنامه تلویزیونی شبکه (ABC) به نام The Next Best Thing آغاز به کار کرد.